# Código (revista)
Código foi uma revista brasileira de vanguarda fundada pelo poeta e artista gráfico Erthos Albino de Souza em 1973 juntamente com o também poeta Antonio Risério, que circulou até 1989. O periódico, editado em Salvador, dedicava-se à poesia e literatura experimentais, sobretudo as de vertente concreta. É considerada uma das principais responsáveis pela assimilação e sobrevivência da arte concreta no Brasil, bem como uma das mais influentes revistas independentes da época.
A revista Código tem como precursoras diretas as duas revistas da primeira geração da poesia concreta: Noigandres (1952-1962), e Invenção (1962-1967) – essa em especial, pois foi através do contato com a revista Invenção 1 que Erthos, interessado por Sousândrade, iniciou intensa correspondência com Haroldo de Campos, que o introduziu a Pedro Xisto, Augusto de Campos, Décio Pignatari e, a partir daí, muitos outros futuros colaboradores e colaboradoras. Em Invenção 5 já há a participação de Erthos, como co-financiador.<ref>http://codigorevista.org/</rev>